# زمین آسمان (فیلم ۱۹۸۴)
زمین آسمان (به هندی: Zameen Aasmaan) فیلمی محصول سال ۱۹۸۴ و به کارگردانی بهارات رانگاچاری است. در این فیلم بازیگرانی همچون سانجی دات، شاشی کاپور، ریکا، آنیتا راج، شیوا شرستا، راکهی گلزار و ساتین کاپو ایفای نقش کرده‌اند.